# Сапоніт
Сапоніт — мінерал, водний алюмосилікат магнію шаруватої будови. Група смектиту.
Інша назва: мило гірське, мильний камінь, каткініт, піотин, расуліт, таліт.

## Етимологія та історія
Першу, хоча й неточну, згадку про мінерал можна знайти в 1758 році в праці Акселя Кронстедта (1722-1765) «Спроба нової мінералогії» в описі різних типів глини. Як підвид «скам'янілих» глин описується як щільна і пухка глина з невідчутними частинками. Інші назви — бріанзонська крейда, смекта і крем бріанзонський. Крім того, мінерал відомий як англійська глина яка може бути білим (Ландсенд в Корнуоллі), жовтим, червоним і білим (Ландсенд, Швейцарія) за кольором і виглядає як венеціанське мило.
Німецький хімік Мартін Генріх Клапрот (1743-1817) також повідомляє про англійську фуллерну землю, яка є важливою для якості англійських суконних виробів. Особливо високо цінувалася серед майстрів сукна глина з графства Суррей. Окрім загального опису кольору, м’якості та відчуття жирності при дотику до мінералу, Клапрот особливо підкреслює його властивість швидко та безшумно руйнуватися у воді.
Назва сапоніт, яка досі актуальна після латинського слова sapo, що означає «мило», була введена в 1840 році шведським хіміком і мінералогом Ларсом Фредріком Сванбергом (1805–1878) і також є натяком на мильне, жирне відчуття під час дотику до мінералу. Сванберг також надає перший повний опис мінералу, включаючи приблизну хімічну формулу.
Мис Лізард-Пойнт у Корнуоллі вважається першим місцем (типовим місцем розташування) сапоніту.
Типовий матеріал, тобто зразки мінералів з першого місця відкриття, доступні в Фрайберзькій гірничій академії під номером каталогу. 44591.

## Загальний опис
Хімічна формула:
- 1. За Є. Лазаренком: Mg3[(OH)2|Al0,33Si3,67O10]•nH2O.
- 2. За К. Фреєм: (0,5Ca, Na)0,33(Mg, Fe)3(Si, Al)4O10(OH)2•4 H2O.
- 3. За «Fleischer's Glossary» (2022): (Ca, Na2)0.15(Mg, Fe)3(Si, Al)4O10(OH)2.4(H2O).

Розрізняють різновиди сапоніту: алюмінієвий, залізистий, калієвий, мідний і нікелевий.
Аморфний. Подібний до монтморилоніту.
Форми виділення: лускаті, землисті, глиноподібні щільні маси; спутано- або субпаралельно-волокнисті аґреґати; сфероліти; іноді невеликі сталактити.
У вогкому стані м'який, жирний на дотик. У сухому стані — щільна пориста маса.
Спайність досконала по (001). Характерна складна будова кристалічної ґратки, наявність у між пакетних просторах катіонів, які здатні заміщатися іншими катіонами, можливість внутрішньокристалічного набрякання. Густина 2,2-2,3. Тв. 1,5-2,5. Колір жовтуватий, бурий, сірувато-зелений. Злом нерівний.

## Розповсюдження
Зустрічається в зоні вивітрювання магнезіальних порід, метасоматичних доломітизованих вапняках. Заповнює мигдалини. Звичайний мінерал кислих ґрунтів. Супутні мінерали: цеоліти, кальцит. Знахідки: Форерські о-ви (Данія), шт. Монтана (США), оз. Верхнє (Канада). Сапонітові глини виявлені також в Україні на західному схилі Українського щита (алюмінієвий різновид сапоніту) в селах Ташки в Улашанівській сільській громаді Шепетівського району та Варварівка у Славутській міській громаді Шепетівського району Хмельницької області.

## Різновиди
Розрізняють:
- сапоніт алюмініїстий або алюмосапоніт (різновид сапоніту, який містить понад 10 % Al2O3),
- сапоніт залізний або лембергіт, ферисапоніт (різновид сапоніту з незначною кількістю Fe2O3 який заміщує MgO),
- сапоніт калієвий або калійсапоніт (різновид сапоніту, який містить до 6,57 % K2O),
- сапоніт мідний або купросапоніт, медмонтит (суміш хризоколи та слюди),
- сапоніт нікелистий або нікельсапоніт (різновид сапоніту з незначною кількістю NiO який заміщує MgO),
- сапоніт цинковистий (те ж саме, що й монтморилоніт цинковистий, який містить до 39,33 % ZnO),
- цебедасит (сапоніт з родов. Цебедассі, Італія).

## Застосування
Сапоніт застосовують у сільському господарстві для мінеральної підгодівлі тварин, як консервант зелених кормів, природне мінеральне добриво, при рекультивації земель, забруднених радіонуклідами. Потреба України в сапонітовій сировині на початку XXI ст. становить 4 млн т. на рік. Одним з основних напрямків утилізації сапонітових відходів є отримання будівельних матеріалів, а саме продуктів випалу (цегла, керамзит), а також використання відходів збагачення як сировини для виробництва цементу. Застосування сапонітвміщуючої суспензії в якості добрив відбувається за аналогією з доломітового і вапняного борошна, тобто у вигляді подрібненого твердого осаду. Подрібнення відбувається в процесі приготування сировинної маси для отримання портландцементу, внаслідок чого немає необхідності в додаткових операціях з подрібнення і в ході одного виробничого процесу вирішуються два різні технічні завдання.